# Máxima Acuña Atalaya
Máxima Acuña Atalaya (1970) és una agricultora de subsistència i defensora ambiental peruana, coneguda per la seva lluita contra el megaprojecte miner Conga propietat de la Newmont Mining Corporation i la Companyia Buenaventura. L'abril de 2016 li fou atorgat el Premi Mediambiental Goldman.

## Biografia
Màxima Acuña és una teixidora i agricultora de subsistència que viu en un poble remot a la serra nord del Perú. El 1994, Acuña i el seu marit van comprar un terreny de 24.8 ha a la zona andina de Sorochuco, província de Celendín, al departament de Cajamarca, prop d'unes llacunes on la Minera Yanacocha havia sol·licitat expandir la seva explotació mitjançant el projecte Conga.
El 2011, la casa de tova i l'hort del matrimoni va ser destruïts: primer al maig 2011, quan els enginyers de Yanacocha, la seva seguretat privada i la policia, van destruir el seu habitatge de tova. Quan el matrimoni va decidir denunciar el fet en la comissaria de Sorochuco, van refusar prendre report dels fets. La segona vegada seria a l'agost de 2011, quan Màxima i la seva filla van ser copejades i deixades inconscients, amb testimoni del seu marit. La família intentà denunciar el fet davant la fiscalia de Celendín amb fotos i vídeos; no obstant els van refusar i desestimar.
El 2012, les protestes contra el projecte Conga es van tornar massives i el juliol, cinc protestants moririen. El 21 d'octubre, Acuña va donar la «benviguda als protestants a les seves terres». Una setmana després, seria sentenciada a pagar uns 200 sols a Yanacocha, deixar les seves terres els següents 30 dies i a tres anys de presó suspesa, per haver ocupat il·legalment terrenys de la minera. Les seves apel·lacions entre 2012 i 2014 no tindrien èxit, i els jutjats reafirmarien la sentència inicial.
El 5 de maig de 2014 la Comissió Interamericana de Drets Humans (CIDH) de l'Organització dels Estats Americans li va demanar al govern peruà adoptar mesures preventives per salvaguardar els drets de 46 líders comuners, incloent a Acuña i la seva família.
El desembre de 2014, les denúncies de Newmont contra la família d'Acuña per actes criminals van ser rebutjades, i al febrer de 2015 les forces de seguretat de la minera van destruir els fonaments d'una casa que estaven construint. Les protestes per aquest fet s'estendrien a Lima i internacionalment. Amnistia Internacional es mobilitzà en la seva defensa. La CIDH va demanar a l'estat peruà mesurades de protecció per la familia, però el govern no va prendre cap mesura. Quan se li va preguntar si l'assassinat de Berta Cáceres la afectaria, va dir: «[…] no és un motiu perquè deixem de lluitar, per deixar de defensar». A partir d'abril de 2016 Newmont Corporation va rempendre la reclamació de la propietat i el 18 de setembre del mateix any, Acuña i el seu marit van ser agredits brutalment a casa seva per matons, es creu per encàrrec de Newmont.
Acuña ha estat descrita com la «Dama de les llacunes» pels diaris de Cajamarca i, l'abril de 2016, va rebre el Premi Mediambiental Goldman pel seu activisme pacífic en la seva lluita en defensa del medi ambient, en relació amb la mina Conga de la Newmont Mining Corporation.